# Хлопоманство

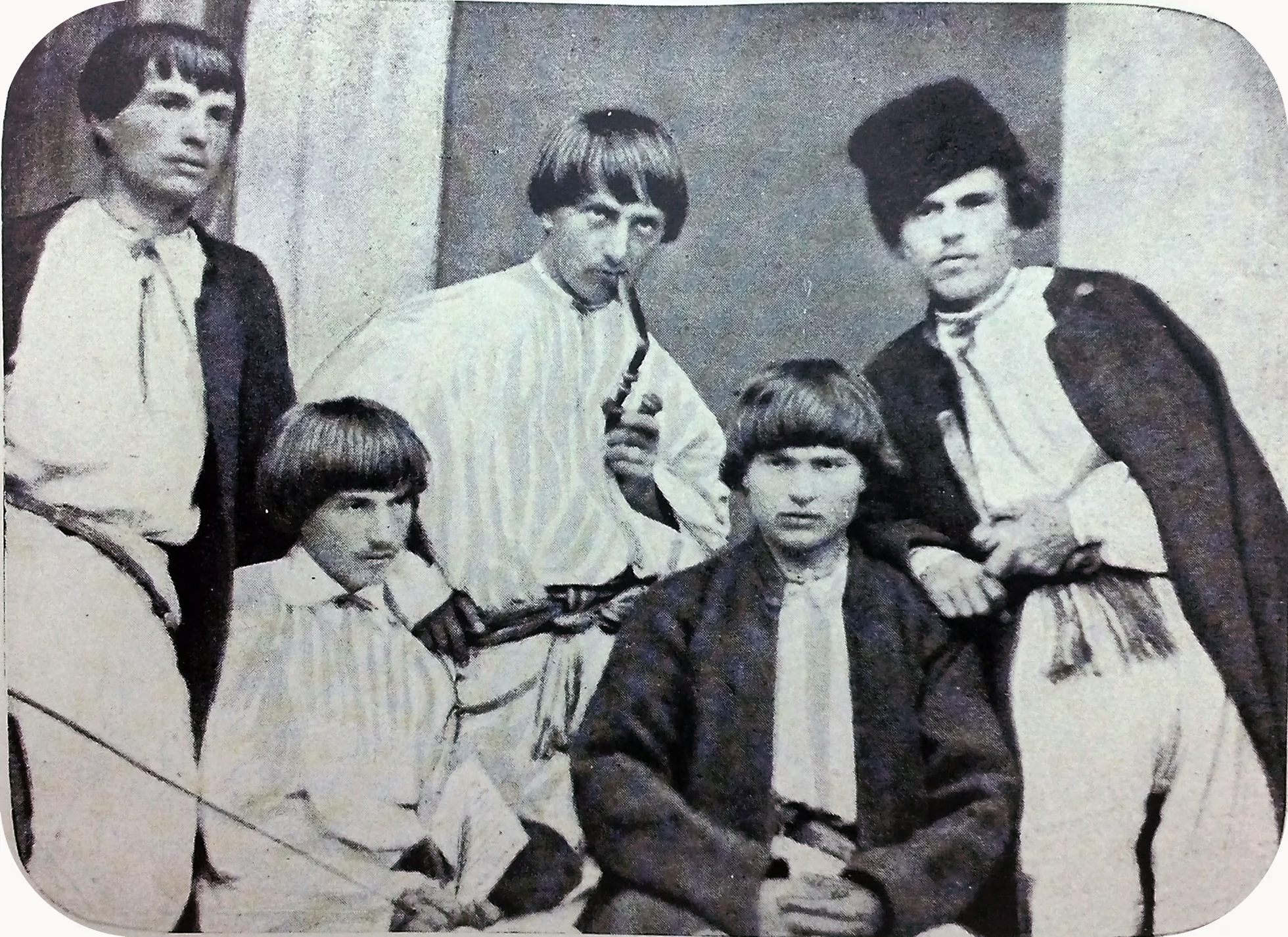
Хлопомани. Стоять зліва-направо: Онуфрій Хойновський, Вікентій Василевський, Владислав Винарський. Сидять зліва-направо: Тадей Рильський, Володимир Антонович. Орієнтовно між 1859 і 1861 рр.

Хлопомáнство — народницько-культурна течія української інтелігенції на Правобережній частині України в 1850-ті—1860-ті роки, яка прагнула зближення з народом.
Цей рух під впливом соціально-революційних ідей Заходу народився спочатку серед студентів Київського університету, які походили зі спольщених шляхетських родин. Усвідомивши собі, що належить служити «тому народові, серед якого живеш», вони покинули польські студентські організації і заснували українську громаду.
Аналогічне явище, тільки у менших масштабах, існувало також у Білорусі.

## Термінологія
Хлопомани — польський термін, яким іменували українських, білоруських і польських прихильників селянства. Попри своє зневажливе походження, це слово не вважалося образливим і подекуди вживалося навіть самими хлопоманами. Втім, українські хлопомани самі себе частіше називали „українофілами“, а свій рух — „українофільством“.

## Соціальна база

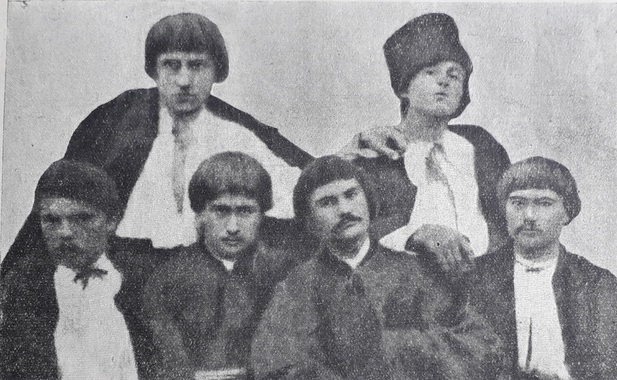
Хлопомани. Крайній праворуч сидить Володимир Антонович. За ним у шапці стоїть Борис Познанський

Хлопоманство виникає серед університетської молоді Києва, яке, окрім нечисельної групи росіян, а також поляків, що прибували з Царства Польського, складалося, в основному, із київсько-подільсько-волинської шляхетської молоді, вихованої в традиціях польської культури.
Хлопоманство знайшло також відгук серед молоді Лівобережжя, зокрема в Харкові, Полтаві, Чернігові, Одесі й інших містах. Серед основоположників хлопоманства були: Володимир Антонович, Тадей Рильський, Борис Познанський, Кость Михальчук, Павло Житецький, Павло Чубинський, Кароль Август Гінч.

## Погляди хлопоманів
Хлопомани вважали, що свої демократичні переконання на теренах України можна реалізувати, лише ідентифікуючи власну національну спільність із місцевою українською людністю — селянством, вони певний час намагалися переконати в тому ж польську студентську громаду, до якої самі належали.
Хлопомани ставили своїм завданням добровільне служіння своїм учорашнім «слугам», підняття освітньо-культурного рівня селянства та його громадянської свідомості.

## Ідеолог руху

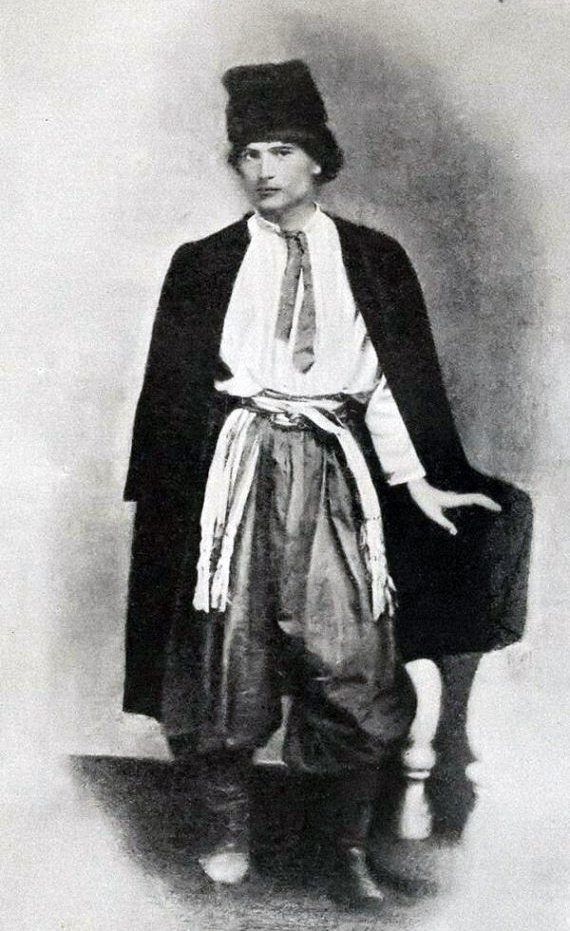
Студент-хлопоман Володимир Антонович у селянському вбранні. Світлина 1860 р.

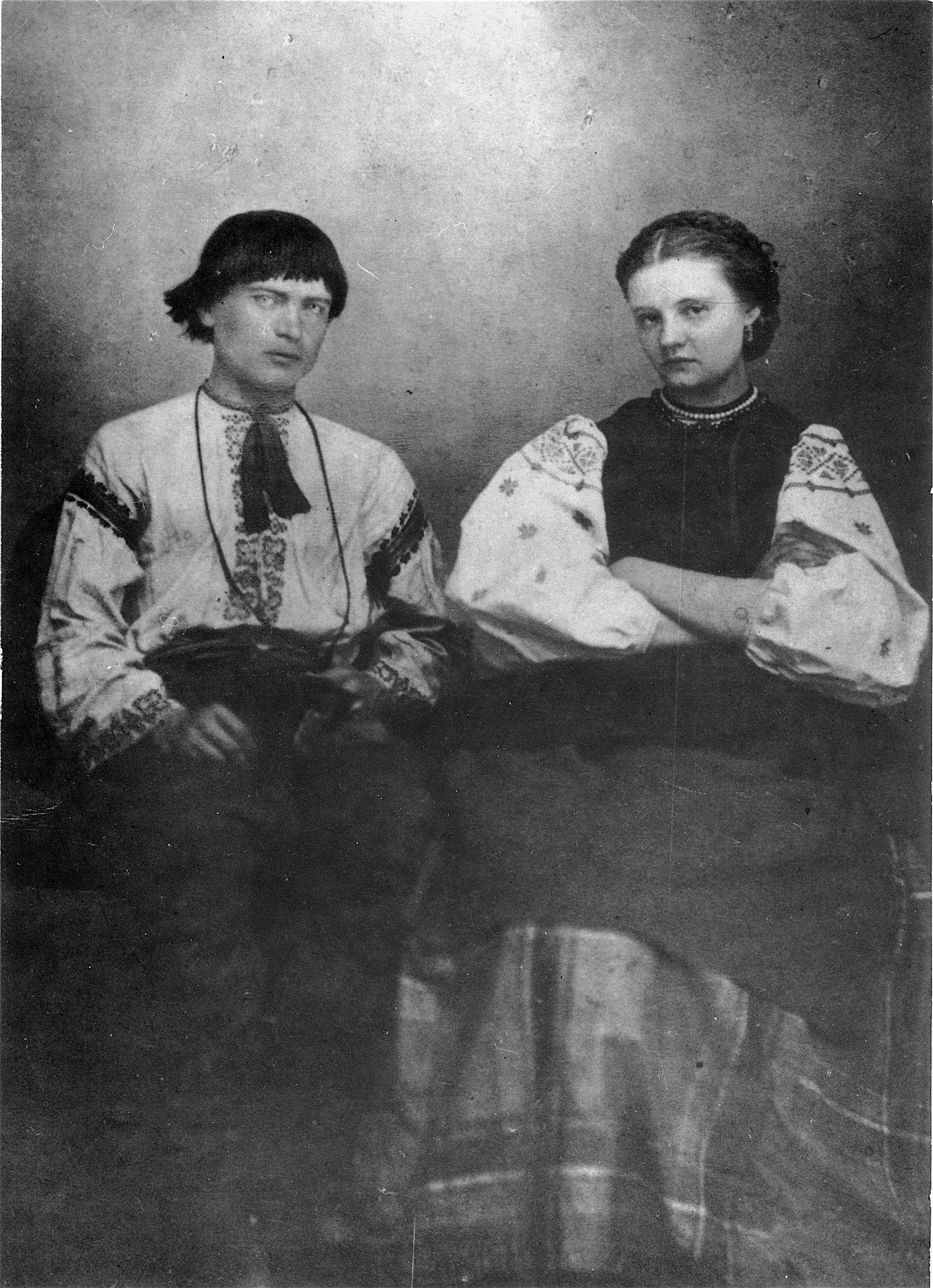
Володимир Антонович та його перша дружина Варвара у народних строях.

Ідеологом хлопоманства був Володимир Антонович — який також накреслив і програмові його засади. Відповідаючи на закиди з польського боку в зраді і ренеґатстві, Володимир Антонович відкидав «шляхетський порядок і ієзуїтизм, противний духові нашого народу й шкідливий для його життя…» («Моя исповедь»), закликав полюбити народ, серед якого живеш, жити його інтересами, повернутися до народності, колись покинутої предками і активно працювати для народу, щоб спокутувати гріхи своїх батьків перед цим народом.
У першому числі «Основи» за 1862 р., у своїй знаменитій «Сповіді» В. Антонович детально розтлумачив позицію нової української еліти — націєтворців. Реагуючи на звинувачення польського шляхтича Тадеуша Падалиці у відступництві, В. Антонович погодився і назвав себе відступником, але констатував, що він відступився від ідеології шляхетської обраності та зверхності. Для польських шляхтичів, що живуть в Україні, писав він, є лише два шляхи: «або полюбити народ, серед якого вони живуть, пройнятися його інтересами, повернутися в народ, колись залагодити покинутий їх предками і невтомною працею та любов'ю, в міру сил, залагодити все зло, принесене ними народу, який вигодував чисельні покоління вельможних колонізаторів, і якому ці останні за піт та кров платили презирством, лайкою, зневагою його релігії, звичаїв, моралі, людськості, — або ж, якщо для цього не вистачить моральної сили, переселитися в землю польську, заселену польським народом для того, щоб не додавати собою ще однієї дармоїдської особи, для того, щоб нарешті, позбутися самому перед собою огидного докору в тому, що і я теж колоніст, теж плантатор, що і я опосередковано чи безпосередньо (що однаково) користаюся чужою працею, заступаю розвитку народу, в хату котрого я заліз непрошений, з чужими йому намірами, і що я належу до табору тих, хто прагне загальмувати народний розвиток туземців і що невинно поділяю відповідальність за їх дії».

## «Виходження в народ»
Інтерес хлопоманів до простонародного життя задовільнявся щорічними «виходженнями в народ» під час «літніх вакацій». На кінець 50-х років такі подорожі здійснювали чисельні однодумці В. Антоновича, при чому вони не були лише зовнішнім спостереженням за життям селян, а супроводжувалися безпосередніми контактами, коли студенти брали участь у сільських роботах разом із селянами, а також спільно з ними відпочивали.
У слідчій справі, яка наприкінці 1860 р. велася щодо ряду київських студентів, звинувачених у «злочинному зближенні з селянами», зберігся допит В. Антоновича, звідки ми маємо детальний опис канікулярних подорожей хлопоманів.
«1859 року з товаришем Тадеєм Рильським здійснив тривалу подорож Київською, Херсонською та Катеринославською губерніями… Антонович бажав придивитися до народного побуту, мови, звичаїв, способу життя тощо …для написання нарису про народний побут, з метою розміщення в журналі. Одяг селянський у Антоновича є й він любить його носити виключно з міркувань естетичної симпатії. Він ним послуговувався під час етнографічної екскурсії…»

## Реакція уряду
Ставлення уряду Російської імперії до хлопоманства, може послужити прикладом атмосфери взаємної підозрілості, в російсько-українсько-польських відносинах. З одного боку, урядові не могло не сподобатися, коли хлопомани переходили з католицтва до православ'я і відмовлялися підтримувати польський національний рух. Але польські опоненти хлопоманів поспішали звернути увагу властей на неблагонадійність їх соціальних переконань, а також на їх українофільську орієнтацію.
Обороняючись перед закидами, що українці співпрацюють із російськими революціонерами («Молодая Россия»), хлопомани опублікували за підписом 21 особи «Отзыв из Києва» (у московській «Современной летописи», XI, 1862). У цій заяві автори відкидали революційні засоби боротьби, вважаючи за єдину свою мету турботи за народну освіту, спростовували також закид у сепаратизмі, бо хлопомани не підносили питання про відокремлення України від Росії, вважаючи, що для непідготовленого і в більшості неграмотного народу проблема сепаратизму не була реальною. Підкреслення аполітичності випливало з переконання, що насамперед слід піднести освіту й культуру мас, але також з обережності перед владою. Тому хлопомани діяли легально, щоб не наразитися на закиди у революційній діяльності.

## Відносини з поляками

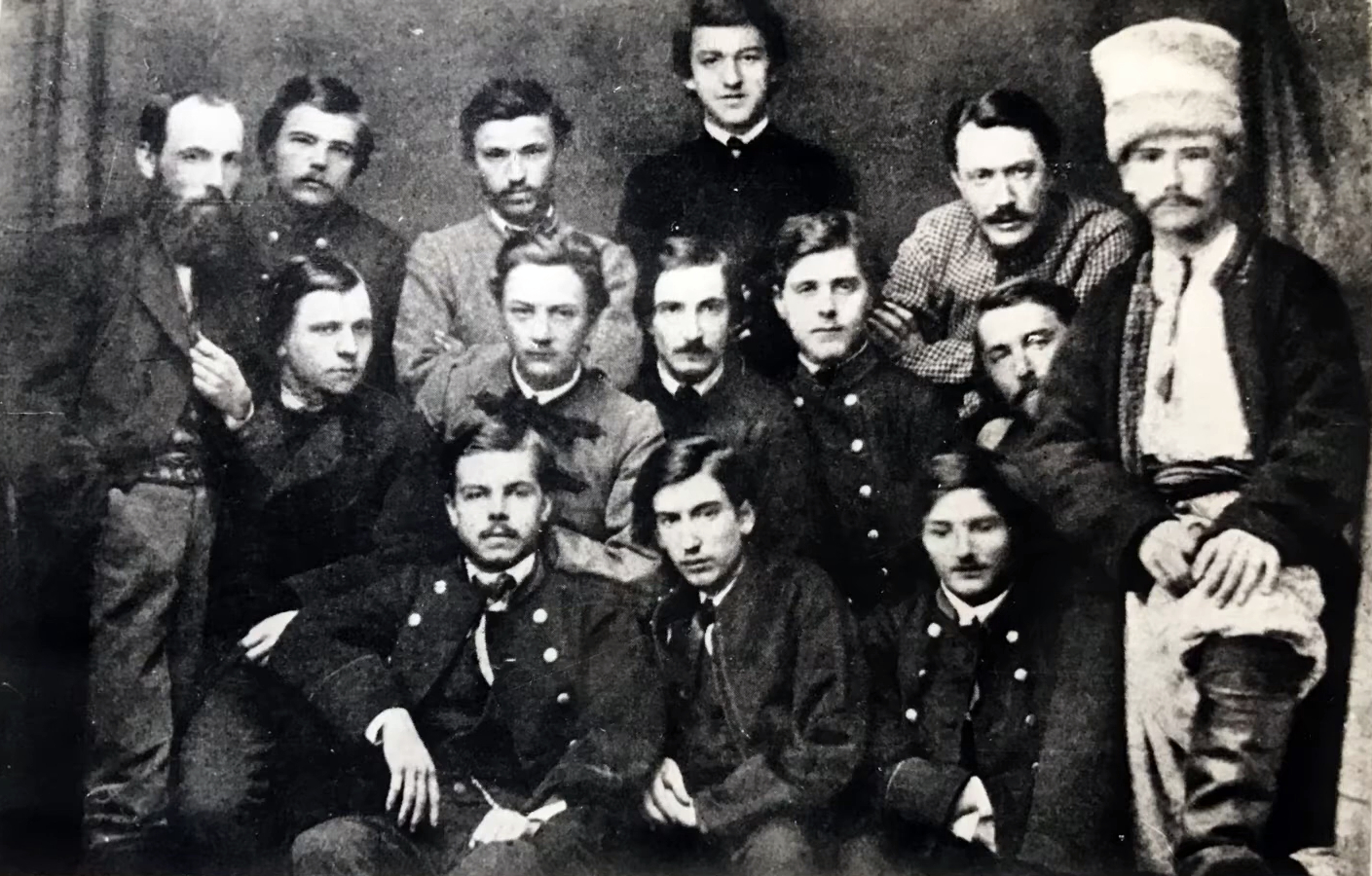
Хлопоман (стоїть праворуч) у гурті інших студентів Київського університету

Хлопоманські настрої певної частини студентства дедалі більше загострювали національне питання. На середину ХІХ ст. молодь, яка вступала до Київського університету, переважно була вихована польською культурою. Ця ж культура панувала серед них протягом всього навчання.
Кость Михальчук у своїх спогадах зауважував, що перехід правобережної польсько-культурної молоді «в українство» був надзвичайно драматичним і навіть героїчним кроком. Такий перехід відбувався зі значно більшими випробуваннями для сумління, аніж виявлення українофільства лівобережцями. Адже «треба врахувати ту політичну репутацію і той незаперечний моральний авторитет, яким послуговувалася польська справа у Європі, а водночас і той легендарний ореол, яким наділявся в очах цивілізованого світу польський народ і його інтелігенція». Тож можна собі уявити, писав К. Михальчук, наскільки неймовірно важко було тим людям, що зважилися на відступ від такого бездоганного авторитету, як не просто було «виправдатися не лише перед цим суспільством, але й перед самими собою, перед власним сумлінням і честю, тим більше, що ці люди, виховані в польському середовищі, органічно поріднені з ним та його культурою, жили її життям та інтересами…»

## Участь хлопоманів у громадах
Розрив з польськими патріотами покладає початок національно-політичному самовизначенню в середовищі київської молоді, а водночас появі української громади, яка аж ніяк не була самоціллю. Об'єднання відбувається не заради перебування у певній організації, а стає наслідком широкої українофільської громадської роботи, що розгорнулася у 1859 р. спочатку в Києві, а далі по всіх теренах України.
1859 року хлопомани працювали у Київській громаді; допомагали закладати недільні школи, для навчання елементарній писемності співпрацювали з редакцією «Основи», до числа співробітників якої входили В. Антонович та Ф. Рильський.

## Після Валуєвського циркуляра
Культурно-освітня діяльність хлопоманів викликала обвинувачення з боку російських публіцистів у політичних зв'язках із польським повстанням 1863—1864, хоч хлопомани вважали його чужою справою. У висліді репресій російської влади («Валуєвський циркуляр») хлопомани припинили свою діяльність, але брали участь у діяльності Київської Громади та в інших громадських заходах без організованого оформлення.

## Значення
Хлопоманські настрої певної частини студентства дедалі більше загострювали національне питання. Зближаючись із українським селянством, виявляючи до нього симпатію, співчуття, а далі й захоплюючись його культурою, світоглядними переконаннями, морально-етичними цінностями тощо, воно не могло одночасно лишатися прихильниками польського національного інтересу.
Українське хлопоманство, детермінічно пов'язане із українофільством, формувало із хлопоманів з їхніми україноцентричними переконаннями українських націоналістів, тобто людей, які не лише ідентифікували власну належність до українського народу, але також виявляли громадянську активність щодо утвердження національних інтересів свого народу. Значна частина вихованої на польській культурі молоді, відмовляючись від аристократизму та від власних станових привілеїв цілком закономірно зрікалася тієї самої польської культури і водночас проявляла себе українською національною елітою.